# Elecciones municipales de 2011 en Jaén
Las elecciones municipales de 2011 se celebraron en Jaén el domingo 22 de mayo, de acuerdo con el Real Decreto de convocatoria de elecciones locales en España dispuesto el 28 de marzo de 2011 y publicado en el Boletín Oficial del Estado el día 29 de marzo. Se eligieron los 27 concejales del pleno del Ayuntamiento de Jaén.

## Resultados
A continuación se detallan los resultados electorales:
| Candidatura                                | Candidatura                                           | Votos  | %                     | Concejales            |
| ------------------------------------------ | ----------------------------------------------------- | ------ | --------------------- | --------------------- |
|                                            | Partido Popular                                       | 32 224 | 51,75                 | 16                    |
|                                            | Partido Socialista Obrero Español                     | 21 826 | 35,05                 | 10                    |
|                                            | Izquierda Unida Los Verdes-Convocatoria por Andalucía | 3699   | 5,94                  | 1                     |
| Unión Progreso y Democracia                | Unión Progreso y Democracia                           | 1982   | 3,18                  | 0                     |
| Partido Andalucista Espacio Plural Andaluz | Partido Andalucista Espacio Plural Andaluz            | 830    | 1,33                  | 0                     |
| Partido Comunista de los Pueblos de España | Partido Comunista de los Pueblos de España            | 283    | 0,45                  | 0                     |
| Votos en blanco                            | Votos en blanco                                       | 1420   | 2,28                  | n/a                   |
| Votos válidos                              | Votos válidos                                         | 62 264 | 100,00                | 27                    |
| Votos nulos                                | Votos nulos                                           | 798    | Participació: 69,24 % | Participació: 69,24 % |
| Votantes                                   | Votantes                                              | 63 059 | Participació: 69,24 % | Participació: 69,24 % |
| Electores                                  | Electores                                             | 91 072 | Participació: 69,24 % | Participació: 69,24 % |